# Burlington Estate

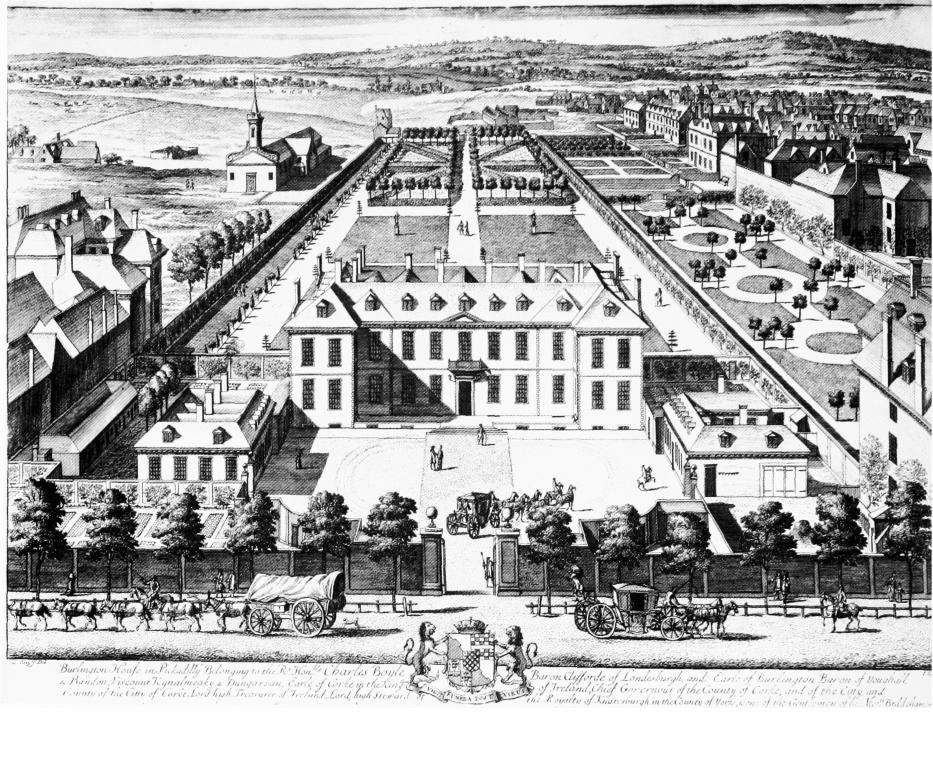
Ein Blick auf das Burlington House in den 1690ern, es formt das Zentrum des Burlington Estate.

Das Burlington Estate ist ein Bezirk in Mayfair im Norden von Piccadilly im West End von London, England. Er hat sich im 18. Jahrhundert entwickelt. Eigentümer des Anwesens war die anglo-irische Boyle-Dynastie, Earls of Burlington, insbesondere Richard Boyle, 3. Earl of Burlington (1694–1753).
Burlington House, das an Picadilly liegt, war der Hauptwohnsitz auf dem Anwesen. Das Haus beherbergt nun die Royal Academy, die Geological Society of London, die Linnean Society of London, die Royal Astronomical Society, die Society of Antiquaries of London und die Royal Society of Chemistry.
Straßen, welche im Anwesen ihren Ursprung hatten, waren unter anderem die Cork Street, nun ein Zentrum für Kunstgalerien, und Savile Row, bekannt für die traditionelle (besonders maßgeschneiderte) Herrenschneiderei. Der Bezirk war seit seiner Bebauung bekannt für Schneiderei. Beau Brummell (1778–1840), der eine farbenprächtige Form der Herrenmode während der Regency-Ära in London einführte, welche als Dandyismus bekannt wurde, förderte Schneider in dem Gebiet.